# Pristomyrmex picteti
Pristomyrmex picteti é uma espécie de formiga do gênero Pristomyrmex, pertencente à subfamília Myrmicinae.